# Самурајски филм
Самурајски филм (јап. チャンハラ, чанбара, дословно мачевалачки филмови), поджанр џидаи-гекија, или јапанских историјских драма, са нагласком на борби мачевима и акционим сценама.

## Историјски развој

### Почеци
Самурајски филмови обухватају велики део ране јапанске кинематографије, посебно филмове које је режирао Макино Шозо 1910-их са Оное Мацуносукеом у главној улози. Важне личности у предратном периоду су режисери Макино Масахиро, који је постао шеф Макино продукције након смрти свог оца Шозоа 1929, и Ито Даисуке, чији је Чуџијев дневник путовања: Крвави осмех у Шиншуу (1927), један од многих филмова заснованих на животу одметника Кунисада Чуџија из периода Едо (1810-1851), часопис Кинема Јунпо прогласио је најбољим јапанским филмом те године. Популарне чанбара звезде ране ере били су Араши Канџуро, Бандо Цумасабуро, Катаока Чијезо и Хајаши Чоџиро.

### Врхунац популарности
Током 1950-их, популарност чанбаре у Јапану била је слична популарности вестерна у Сједињеним Државама, при чему је студио Тоеи посебно почео да се специјализује за таква дела, које су снимили редитељи међу којима су Мацуда Садацугу, Сасаки Јасуши и Ушида Тому, док је студио Шочику такође снимао јидаи-геки филмове из свог другог студија у Кјоту. Међутим, међународно најпознатији примери су филмови Куросава Акире за студио Тохо, који укључују Седам самураја (1954), Скривена тврђава (1958) и Јоџимбо (1961). Тохо је такође снимио најпознатије филмове о самурајском хероју Мијамоту Мусашију (1584–1645), често третираној теми у овом жанру, са првим делом Самурајске трилогије (Мијамото Мусаши, 1954–1956) у режији Инагакија Хирошија и са Мифуне Тошироом у главној улози који је освојио прву награду Оскар за најбољи филм на страном језику 1956.
Како су џидаи-геки драме све више постајале редовна појава на телевизији, студио Даиеј је произвео најкарактеристичније кинематографско дело током 1960-их, са великим серијама филмова као што је Затоичи (1962-), у којима је Кацу Шинтаро играо насловну улогу као путујући слепи масер са феноменом вештине мачевања; 12 филмова из серије Поспане очи смрти (1966–1969), са Ичикава Раизоом (1931-1969); и серија о нинџама од осам филмова Банда убица (1962–1966), у којој такође глуми Ичикава. Међутим, друге компаније су такође покушале да капитализују на овом тржишту, укључујући студио Шочика, са четири филма у серијалу Црвени шишмиш (1969–1970), инспирисаном Затоичијем, у којем је Мацујама Јоко у главној улози била слепа жена-убица позната као Слепа Оичи ; и студио Тохо, са филмовима Усамљени вук и младунче (1972–1974), које је продуцирао Кацу Про за промовисање старијег брата Кацу Шинтароа - Вакајама Томисабуроа. Тохо такође је објавио низ самосталних акционих драма из периода Едо у режији Окамота Кихачија, као што су Самурај (1965), Мач пропасти (1966) и Црвени лав (1969), и два филма Кобајаши Масакија, Харакири (1962) и Побуна самураја (1967), док је Кудо Ејиши наставио традицију у Тоеију са филмовима као што је Велика борба (1964) и Шогунов самурај (1978).

### Опадање и обнова
Од 1970-их, чанбара је прешао из свеприсутног елемента студијске продукције у филмове о једнократним догађајима као што су Пад замка Ако (1978) Фукасаку Кинџија  и Реинкарнација самураја (1981), који садрже јаке елементи фантазије; Куросавини повратнички филмови Кагемуша (1980) и Ран (1985); и хит Кадокава Харукија Небо и земља (1990). Последњих година, жанр је карактерисао више постмодерних наслова, који обично користе носталгију публике за процватом жанра, као што су Гоџое (2000) Иши Согоа, римејк филма Затоичи Китано Такешија из 2003. и ремејк филма Тринаест убица (1963) који је 2010. снимио Миике Такаши.